# Aeroportul Tanacross
Aeroportul Tanacross (IATA: TSG, FAA LID: TSG) este un aeroport din Alaska, Statele Unite ale Americii ce deservește zona Tanacross⁠(d). Aeroportul a fost tranzitat în 2019 de 94 de pasageri. A fost numit după zona deservită.
Situat la o altitudine de 472 m, aeroportul dispune de 2 piste.

## Infrastructură

### Piste
Aeroportul dispune de 2 piste. Pista 06/24 are suprafața de asfalt și dimensiunile 4.963 picioare × 150 picioare. Pista 12/30 are suprafața de asfalt și dimensiunile 4.871 picioare × 150 picioare. 